# Azewijn
Azewijn (Liemers: Azem) is een kerkdorp van 820 inwoners in de gemeente Montferland (in de voormalige gemeente Bergh) gelegen in de Gelderse streek Liemers aan de voet van het Montferland en het Bergherbos. Azewijn ligt ongeveer drie kilometer ten oosten van 's-Heerenberg.
Het dorp bestaat uit twee delen, te weten de dorpskern zelf en een uitgestrekt buitengebied. Ten oosten van de dorpskern liggen de buurtschappen Grote- en de Kleine Reeven. In een voormalige zandafgraving in de Kleine Reeven zijn fossiele vondsten gemeld. Naast dit beschermde natuurgebied ligt een voormalige vuilstortplaats met een zonnepark. 
Ten oosten van Azewijn ligt de ontzandingsplas het Azewijnse Broek. Bij de zandwinningsinstallatie ligt een drijvend zonnepark. Dit natuurgebied ligt in de gemeente Oude IJsselstreek.

## Geschiedenis
Van het bestaan van het dorp wordt voor het eerst melding gemaakt in bronnen die uit de vroege Middeleeuwen stammen. Eveneens in de Middeleeuwen is aan de rand van het dorp een kleine burcht gebouwd van waaruit de Ridders van Aswin de omgeving onveilig maakten. De restanten hiervan zijn nog altijd zichtbaar op de hoek van de Dr. Hoegenstraat en de Marssestraat.
Ten noorden van het dorp lag kasteel Ter Dicke.
In de dorpskern ligt het water De Laak waar in 1605 Mechteld ten Ham, een vrouw uit 's-Heerenberg, in het water is gegooid, om te beproeven of ze een heks was. Ze bleef drijven, hetgeen als bewijs gold. Vervolgens werd deze 'laatste heks van Nederland' in 's-Heerenberg op de brandstapel gezet. Een beeld nabij het kasteel van 's-Heerenberg herinnert aan dit verhaal. Aan de Laak staat voor haar een bronzen plaquette met een gedicht.

## Voorzieningen
Het dorp, overwegend van katholieke signatuur, heeft een eigen rooms-katholieke kerk, de Sint-Mattheüskerk. Deze kerk is gewijd aan de heilige Mattheüs. In 2006 werd de eerste Monumentenprijs van de jonge gemeente Montferland toegekend aan de pastorie. De kerk heeft in 2015 zijn deuren gesloten. Azewijn heeft ondanks zijn geringe omvang nog enkele voorzieningen, zoals een basisschool en een café met een zaal. Winkels zijn er echter niet meer. De laatste kruidenier-bakkerij is in 2016 gesloten.

## Verenigingen
Azewijn heeft haar eigen voetbalclub, genaamd VV Den Dam. Ook heeft het dorp een schutterij (Schutterij Wilhelmina), fanfare (Fanfare St. Joseph) en is er een toneelvereniging onder de naam "ONS Genoegen".

## Verwijzingen
- In de rechtsgeleerdheid is Azewijn bekend van het arrest Azewijnse paard, waarbij een Duitser met een lus een paard over de grens uitvoerde. De vraag was of Nederland in dit geval rechtsmacht had.

## Afbeeldingen

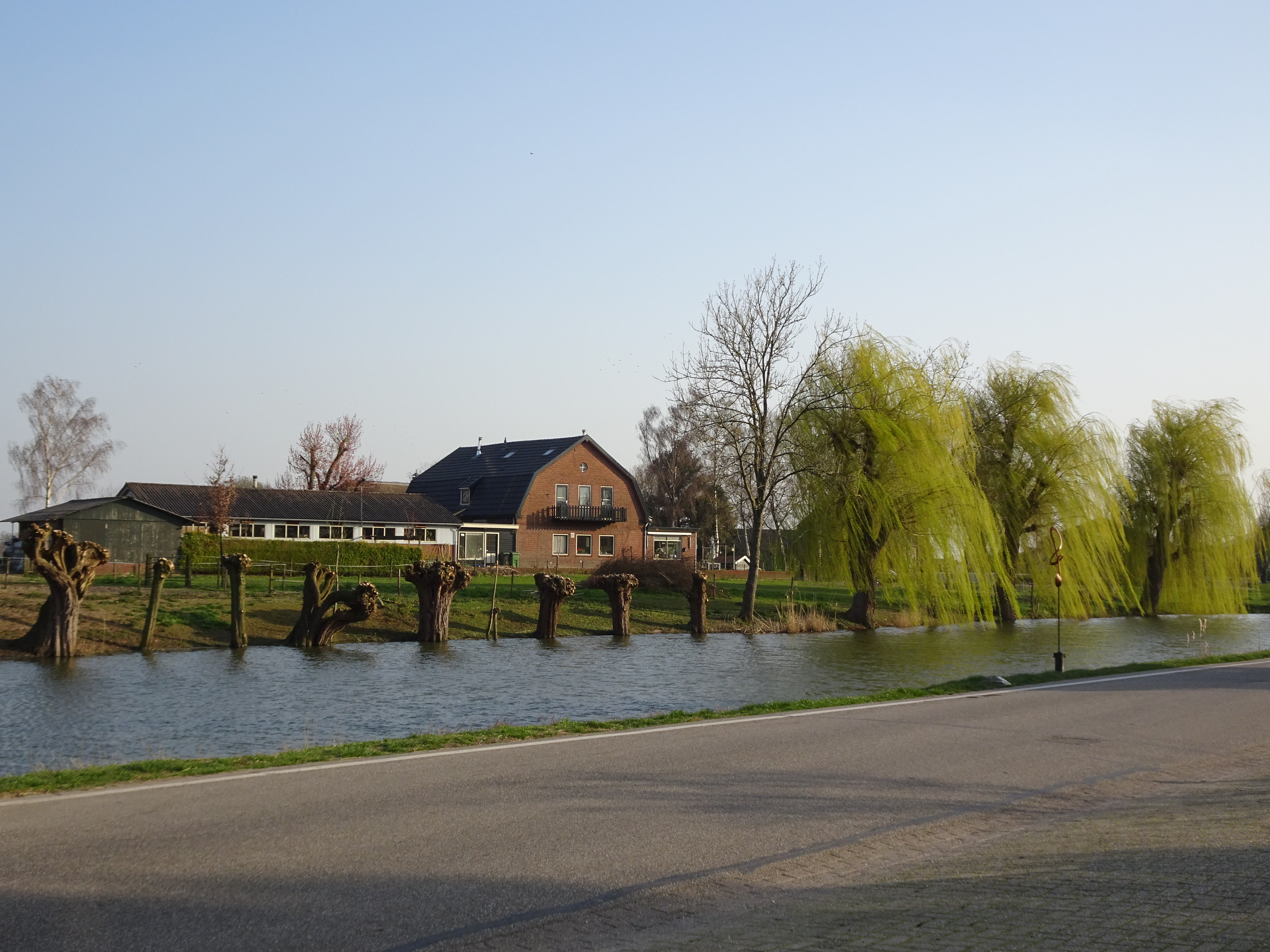
De Laak aan de Laakweg
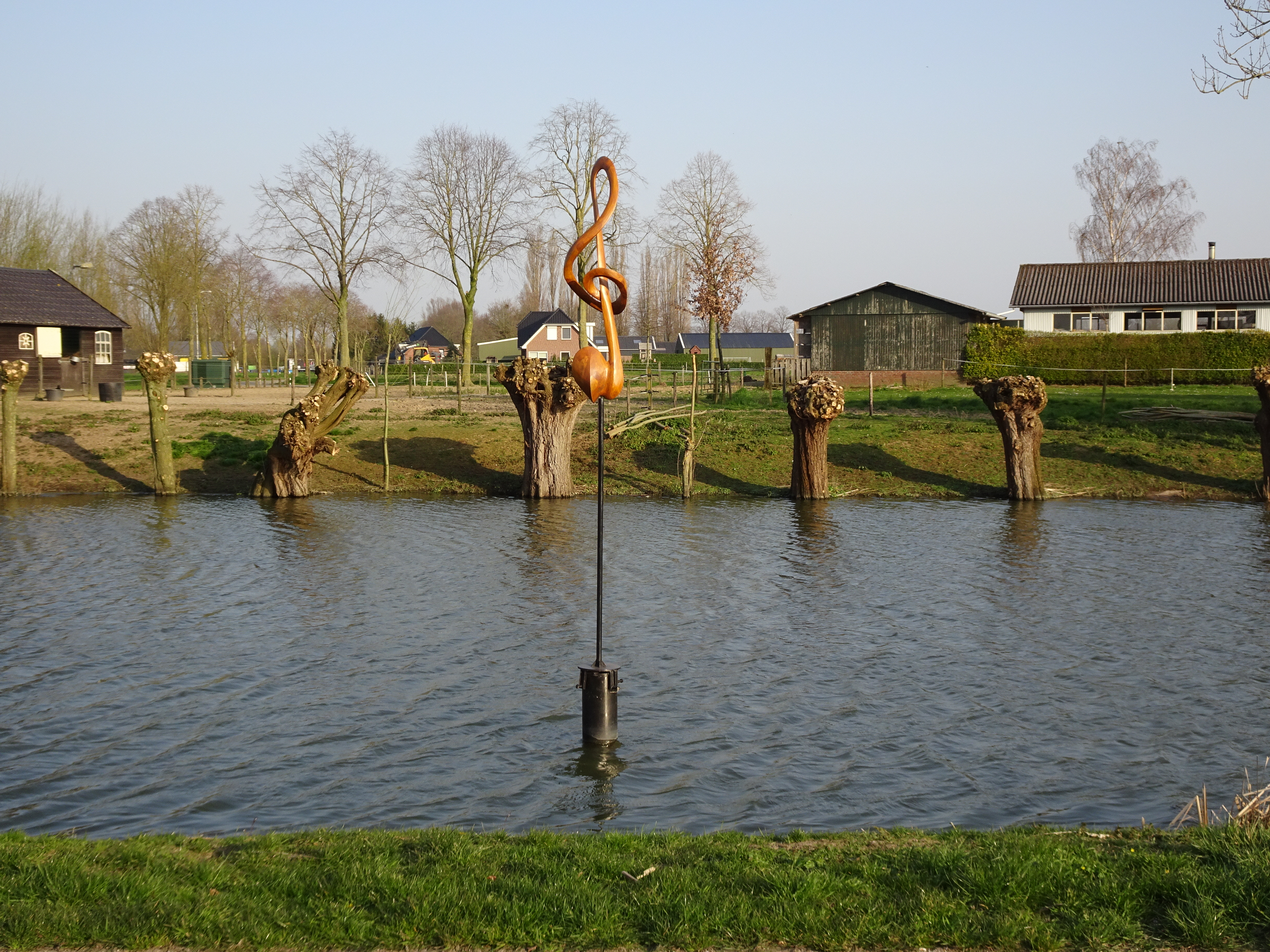
De Laak
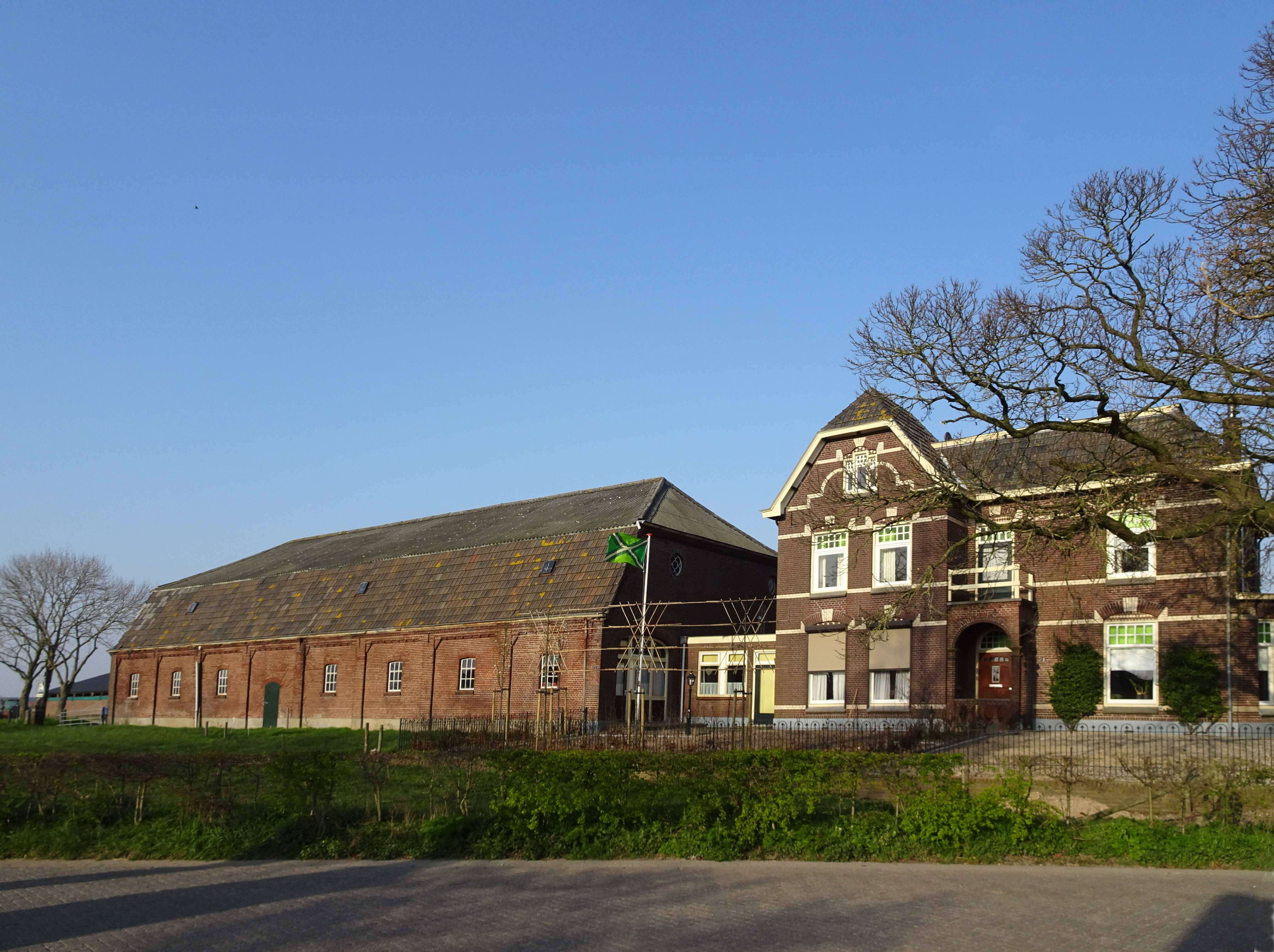
Gendringseweg 3
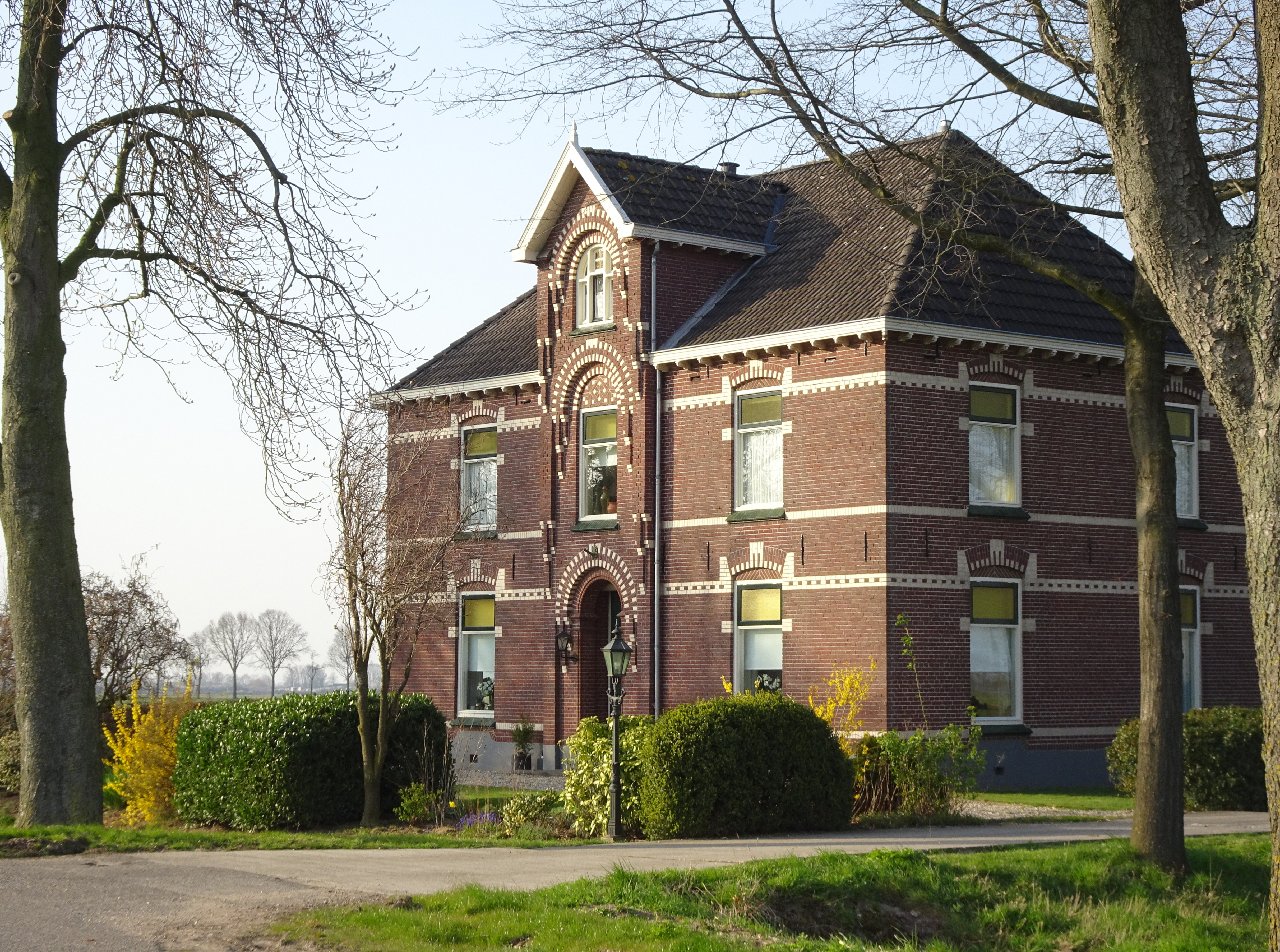
Gendringseweg 5